# Cantone di San Pablo
Il cantone di San Pablo è un cantone e un distretto della Costa Rica facente parte della provincia di Heredia.

## Geografia antropica

### Suddivisioni amministrative
Il cantone di San Pablo è uno dei soli due cantoni della Costa Rica a non essere suddiviso in distretti; pertanto l'amministrazione del cantone è in questo caso quella del livello più basso e riunisce in sé anche le funzioni normalmente assegnate all'amministrazione dei distretti.